# Alfombra de Saruk
La alfombra de Saruk es un tipo de alfombra persa. Las alfombras se dividen en dos grupos según su decoración: las decoraciones tradicionales o las destinadas a la exportación. 

## Descripción
Las piezas tradicionales tienen un medallón central y los cartones utilizados son parecidos a los de las Kashan, aunque más lineales. Se encuentra a menudo el motivo boteh, más bien de pequeño tamaño. 
El borde principal es de gran tamaño, adornado con el motivo hérati de borde, y está flanqueado por dos bandas secundarias ornamentadas con rosetones y meandros.
Los ejemplares destinados a la exportación son de reciente producción y tienen una decoración de inspiración muy occidental: medallón central con flores sobre fondo liso, corto, coordinado con los tintes de los motivos. Las decoraciones son parecidas a las Kermán y destinadas sobre todo al mercado americano.
- Datos: Q3515506
- Multimedia: Sarouk carpets / Q3515506